# Burg Bellinghausen
Burg Bellinghausen ist der Burgstall einer hochmittelalterlichen Wasserburg. Die Bodenreste der einstigen Burganlage befinden sich in Niederbellinghausen, einem Ortsteil der Stadt Wiehl im Oberbergischen Kreis in Nordrhein-Westfalen. 

## Beschreibung
Das Hauptgebäude der Burg hatte die Ausmaße von 16 × 20 Meter. Es war von drei Rundtürmen flankiert, die einen Durchmesser von 6,30 Meter hatten. Die Mauerstärke betrug 1,60 Meter. An der Ostseite befand sich ein Torhaus in der Größe von 5 × 2 Meter, das über zwei Tortürme verfügte. Die Mauerstärke des Vorbaus lag bei 0,8 Meter. Darüber hinaus gab es eine Vorburg, die aus zwei Gebäuden bestand. In einem Gebäude befanden sich eine Schmiede und Stallungen. Das andere Bauwerk diente Wohnzwecken und besaß einen geräumigen Keller.
Die Haupt- und die Vorburg waren durch eine Umfassungsmauer geschützt. Außerhalb der Umwehrung lag nordwestlich ein Wirtschaftshof, der bis zum Anfang des 19. Jahrhunderts als Pachthof der Familie Breidenbach erhalten geblieben ist. Es war ein rechteckiges Gebäude von etwa 10 Metern Breite und 50 Meter Länge.

## Geschichte

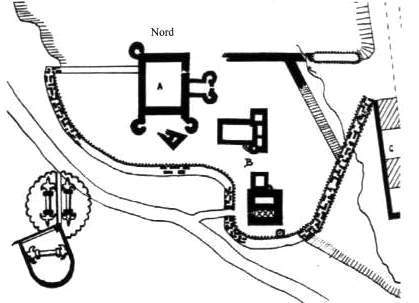
Rekonstruierter Grundriss mit Wappen des Stammhauses Bellinghausen

Bei der Burg handelte es sich wahrscheinlich um die Stammburg des Rittergeschlechtes derer von Bellinghausen, die als Wappen einen roten Maueranker auf silbernem Grund führten. Erstmals erwähnt wurde es mit Adolf von Bellinghausen, der 1462 verstorben ist. Sein Enkel Peter von Oedinghoven Bellinghausen verkaufte 1546 „Hof und Gut“ Bellinghausen an den Amtmann zu Sayn-Homburg Wilhelm Quad (Quad = Querkopf) zu Isengarten von der Burg Isengarten bei Waldbröl. Zu dem Zeitpunkt wurde die Burg nur noch als Pachthof genutzt. Der Verkauf ist die erste urkundlich belegte Erwähnung der Burg Bellinghausen. Johann Quad von Isengarten zu Bellinghausen bekam nach der Erbfolge 1565 die Rechte am Haus Bellinghausen und den zugehörigen Höfen. Aufzeichnungen zufolge führte er 1581 Bauarbeiten am Familiensitz durch. 1616 zog er mit seiner Frau nach Köln und verpachtete das Burghaus. 1617 gab Johann Quad von Isengarten das Haus Bellinghausen den Grafen von Sayn-Hachenburg als Lehen und 1620 überließ er es seinem Sohn Eustach. Die Erben von Eustach veräußerten das bereits in zwei Hälften geteilte und hochverschuldete Gut um 1670 an die gräfliche Herrschaft zu Homburg. Diese ließ das Gut reparieren und verpachtete es an Bauern. 
Über den Zustand und die Nutzung des Burggebäudes nach den Bauarbeiten von 1581 gibt es keine Überlieferung. Auf der Tranchotkarte von 1817/1818 und der Preußischen Uraufnahme von 1832 ist die Burg nicht mehr eingezeichnet, so dass sie zu diesen Zeitpunkten wohl schon nicht mehr bestand. Die vorhandenen Beschreibungen behandeln die Nutzung des Pachthofes nordwestlich der Burg.

## Forschungsgeschichte

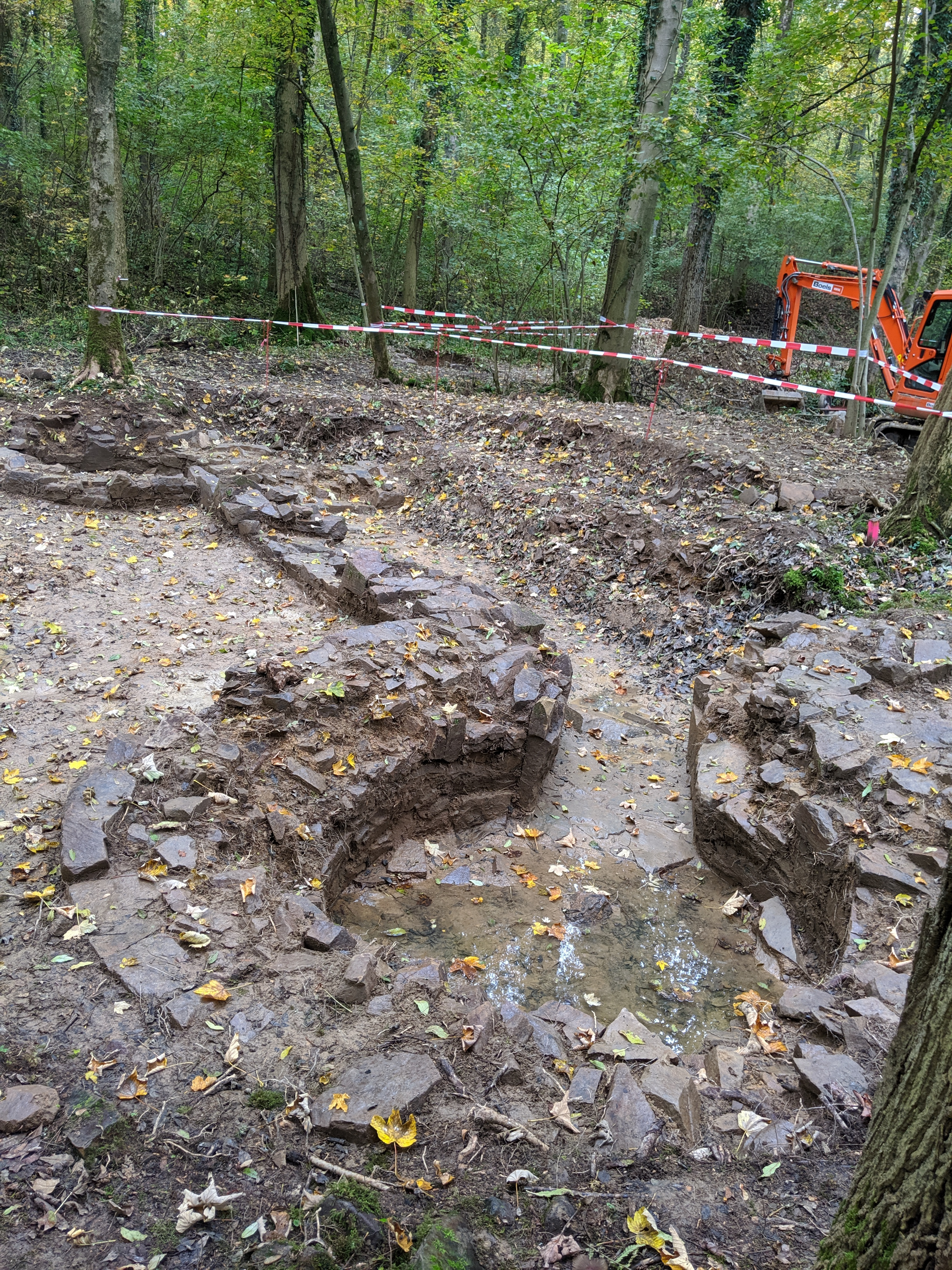
Freigelegte Fundamente von zwei Türmen, 2019

Die Burg wurde 1929 bei der Suche der Gemeinde Bielstein nach Wasserquellen im sumpfigen Gebiet entdeckt, als man auf Grundmauern stieß. Daraufhin nahm der Heimatforscher und Gründer des Museums des Oberbergischen Landes Hermann Conrad archäologische Ausgrabungen vor. Fundstücke waren Waffen, Ketten und Schlösser aus Eisen sowie eine große Menge an Fragmenten von Keramikgefäßen. Es wurde in die Mauern eingelassenes Knochenmaterial entdeckt, was als Bauopfer gedeutet wurde. Dabei handelte es sich um Knochen und Zähne von Ebern sowie Hirschen. Da sich keine Glasreste fanden, wird nicht von verglasten Fenstern im Burggebäude ausgegangen. Verbrannte Eichenbohlen deuten auf eine mögliche Zerstörung der Burg durch Brand hin. Bei den Keramikscherben handelte es sich um Siegburger Keramik. Anhand der Fundstücke schätzte der Ausgräber Hermann Conrad den Nutzungszeitraum der Burg von 1250 bis zum Anfang des 16. Jahrhunderts.
Die originalen Grabungsunterlagen wurden im Museum auf Schloss Homburg aufbewahrt und gingen verloren. Sie konnten durch mündliche Überlieferungen und den Bergischen Geschichtsverein, Abteilung Oberberg, rekonstruiert werden. Die Beschreibungen und Interpretationen des Ausgräbers Hermann Conrad sind aus heutiger Sicht kritisch zu bewerten, da die damaligen Grabungen improvisiert waren. 
Trotz der Ausgrabung von 1929 war die Burgstelle bis in jüngerer Zeit nicht als Bodendenkmal eingetragen. Im Rahmen des Unterschutzstellungsverfahrens kam es zu einer Neubewertung aller vorliegenden Berichte und Unterlagen. Dazu werteten Mitarbeiter des LVR-Amtes für Bodendenkmalpflege im Rheinland im Jahr 2019 ein auf Grundlage von Airborne-Laserscanning-Daten gebildetes digitales Geländemodell aus. Es bestätigte die Ergebnisse der früheren Ausgrabung und ihre Interpretation zum Grundriss der Burg. Noch 2019 führten Mitarbeiter des LVR-Amtes für Bodendenkmalpflege im Rheinland eine Ausgrabung durch, bei der sie Fundamente der ehemaligen Burg freilegten. Sie diente der Kontrolle der Grabung von 1929 und um ihre Ergebnisse besser einordnen zu können.